# Hermann von Hodenberg (Landrat)
Hermann Freiherr von Hodenberg (auch: Helmuth Freiherr von Hodenberg) (* um 1866; † 1909 in Großschweidnitz) war ein deutscher Verwaltungsbeamter.

## Leben
Hermann von Hodenberg studierte Rechtswissenschaften an der Universität Jena. 1886 wurde er Mitglied des Corps Franconia Jena. Nach dem Studium trat er in den preußischen Staatsdienst ein. Von 1903 bis 1907 war er Landrat des Kreises Ostrowo.